# Uromunna sheltoni
Uromunna sheltoni là một loài chân đều trong họ Munnidae. Loài này được Kensley miêu tả khoa học năm 1977.